# Поповјани
Поповјани (Поповљани, мкд. Поповјани) су насеље у Северној Македонији, у западном делу државе. Поповјани припадају општини Кичево.

## Географија
Насеље Поповјани је смештено у западном делу Северне Македоније. Од најближег већег града, Кичева, насеље је удаљено 16 km северно.
Поповјани припадају горњем делу историјске области Кичевија. Село је положено у североисточном делу Кичевског поља. Северно од села издиже се планина Добра вода, а источно се издиже планина Человица. Надморска висина насеља је приближно 710 метара.
Клима у насељу је планинска због знатне надморске висине.

## Становништво
Поповјани су према последњем попису из 2002. године имали 399 становника.
Већинско становништво су Албанци (99%).
Претежна вероисповест месног становништва је ислам.